# Rosa per l'Italia
La Rosa per l'Italia, nota in un primo momento anche come Movimento Federativo Civico Popolare o La Rosa Bianca, è stato un partito politico italiano che si richiamava ai valori del cristianesimo democratico.
Fu fondato l'8 febbraio 2008 da Bruno Tabacci e Mario Baccini, in seguito alla loro fuoriuscita dall'Unione dei Democratici Cristiani e di Centro, insieme a Savino Pezzotta.
Il nome Rosa Bianca era già in uso dal 1980, da parte dell'associazione Rosa Bianca, associazione liberale e personalista di cattolici per l'educazione alla politica e alla democrazia, che ha preso nome e ispirazione dal gruppo della Rosa Bianca, attivo nella Resistenza antinazista dei moderati nel Terzo Reich.
Il partito, dapprima presentato appunto con la denominazione Rosa Bianca, utilizzata a livello locale da alcuni circoli cultural-politici dell'area lombarda con riferimento in Bruno Tabacci, generalmente utilizzò il nome Rosa per l'Italia in seguito all'inibizione legale nell'uso della denominazione richiamante l'omonimo movimento tedesco.
II successivo reclamo circa l'inibizione del nome fu rigettato.

## Storia

### I primi passi
La fondazione del movimento è dovuta, secondo i fondatori, alla rinuncia del leader Casini al progetto di costituire una nuova forza di centro e superare il bipolarismo, così come approvato durante l'ultimo congresso del partito. Baccini e Tabacci criticano il fattuale ritorno dell'UDC all'interno della Casa delle Libertà e la rivalutazione di Silvio Berlusconi come capo della coalizione di centrodestra. In un'intervista al programma televisivo Unomattina, Mario Baccini dichiarò che la Rosa avrebbe corso da sola alle elezioni, ma pochi giorni dopo affermò anche che il dialogo sarebbe stato rivolto principalmente verso il centro-destra.
Il 12 febbraio i vertici del partito, al quale si era unito nell'atto fondativo l'ex segretario nazionale della CISL Savino Pezzotta, presentarono il simbolo ufficiale: una rosa bianca con stelo e due foglie sopra le parole "Libertà e Solidarietà", su uno sfondo blu.
Elvio Ubaldi, ex sindaco di Parma, è il vicesegretario. Pellegrino Capaldo, già presidente del Banco di Roma e noto esponente della Democrazia Cristiana, è il presidente del comitato etico con compiti di controllo sull'attività economica del movimento. Al partito si è unita anche Italia Popolare - Movimento per l'Europa di Gerardo Bianco e Alberto Monticone.
Nell'assemblea parlamentare del Senato, viene costituita la componente della Rosa per l'Italia con il nome di "Movimento Civico Federativo Popolare" (alla quale aderisce Mario Baccini). Aderiscono al movimento anche gli europarlamentari Gianni Rivera e Beniamino Donnici, i quali però lasceranno quasi subito.
Il 28 febbraio 2008 la Rosa stipula un accordo con l'UDC per costruire una lista unitaria di centro, con Pier Ferdinando Casini candidato premier. Il progetto è definito "Unione di Centro". In seguito a questa decisione e ad alcuni contrasti relativi alle candidature l'11 marzo 2008 Gerardo Bianco e Alberto Monticone di Italia Popolare lasciano il movimento.

### Elezioni politiche 2008 e l'addio di Baccini
Alle elezioni politiche l'Unione di Centro consegue il 5,62% alla Camera e il 5,70 al Senato, divenendo così l'unica forza non coalizzata a superare la soglia nazionale del 4% e l'8% in una regione (la Sicilia) e mancando di poco l'elezione di suoi senatori in Calabria. Il Movimento Federativo Civico Popolare riesce quindi ad eleggere i deputati Bruno Tabacci, Savino Pezzotta e Mario Baccini.
Nella stessa tornata elettorale, il segretario Baccini ottiene lo 0,73% delle preferenze per la carica di Sindaco di Roma. Pochi giorni dopo annuncia il proprio appoggio al candidato del Popolo della Libertà Giovanni Alemanno in vista del ballottaggio, sostenendo la necessità di un rinnovamento per il Comune di Roma amministrato ormai da tempo dal centrosinistra. Questa scelta viene decisamente criticata da Pezzotta. In occasione delle elezioni per il Presidente della Camera dei Deputati, lo stesso Baccini dichiara il proprio voto per il candidato del PdL Gianfranco Fini e, il 5 maggio, aderisce al Gruppo misto uscendo così dal soggetto che aveva contribuito a fondare.
Il 14 maggio poi vota la fiducia al Governo Berlusconi IV e si dimette pertanto da ogni incarico nel partito; lo stesso giorno Tabacci viene nominato nuovo segretario nazionale. Successivamente Baccini ha dato vita alla Federazione dei Cristiano Popolari.

### Abbandono di Tabacci
L'11 novembre 2009 Bruno Tabacci abbandona la Rosa Bianca per fondare assieme a Francesco Rutelli e ad altri fuoriusciti da Partito Democratico un nuovo partito, Alleanza per l'Italia, nel tentativo di ricostruire un nuovo partito di centro popolare e liberale da affiancare successivamente all'Unione di Centro.

### All'interno dell'Unione di Centro
I Pezzottiani rappresentavano la fazione di sinistra all'interno dell'Unione di Centro e lo stesso Savino Pezzotta è il presidente della Costituente di Centro. Sono caratterizzati da un'attenzione maggiore verso il Cristianesimo sociale e verso la Dottrina sociale della Chiesa cattolica rispetto alla corrente dei Casiniani e dei Buttiglioniani e sono più inclini ad accordi con il Partito Democratico piuttosto che con Il Popolo della Libertà. Fanno parte di questa corrente, oltre a Pezzotta, l'ex ministro Gian Guido Folloni, Pellegrino Capaldo e gli altri aderenti al progetto della Rosa per l'Italia che non hanno scelto di seguire Bruno Tabacci in Alleanza per l'Italia. La corrente dei Pezzottiani sta tentando di riallacciare i rapporti con quei gruppi cristianodemocratici non in buoni rapporti con l'UDC, primo fra i quali il movimento Italia Popolare di Gerardo Bianco e Alberto Monticone. La corrente, insieme ai Demitiani, può essere ascritta all'area cristiano-sociale del partito. A questa corrente fanno riferimento anche tre consiglieri regionali lombardi eletti nel PD (Battista Bonfanti, Maria Grazia Fabrizio e Dionigi Guadagnini).
Insieme ad altri moderati di diversa sensibilità, inoltre, alcuni Pezzottiani fanno parte del laboratorio di formazione politica "Persona è futuro", che si propone di porre la filosofia del personalismo (Mounier, Maritain, Sturzo) come base culturale di una rinnovata iniziativa politica nell'area di centro.
Il 17 gennaio 2013 la Rosa per l'Italia annuncia l'uscita dall'Unione di Centro e l'adesione al Gruppo misto della Camera di Pezzotta.

### Chiusura
Nel 2014 il partito di fatto cessò di esistere, peraltro senza particolari annunci in tal senso.